# Chelsea Kane
Chelsea Kane Staub (ur. 15 września 1988 w Phoenix) – amerykańska aktorka i piosenkarka. Znana z roli Stelli Malone w serialu Disney Channel Jonas w Los Angeles oraz Riley Perrin w serialu ABC Family Dzidzitata.
W 2010 roku wzięła udział w 12. edycji amerykańskiego show Dancing with the Stars, gdzie w parze z Markiem Ballasem dotarła do finału i zajęła trzecie miejsce.

## Filmografia
| Role główne   | Role główne                        | Role główne                | Role główne                            |
| Rok           | Tytuł                              | Rola                       | Uwagi                                  |
| ------------- | ---------------------------------- | -------------------------- | -------------------------------------- |
| 2001          | The Failure of Pamela Salt         | Vicki Ditkis               | film krótkometrażowy                   |
| 2007          | Bratz                              | Meredith Baxter Dimly      |                                        |
| 2008          | Tajmiaki                           | Stephanie Jameson          | Disney Channel                         |
| 2009–2010     | Jonas w Los Angeles                | Stella Malone              | Disney Channel                         |
| 2010          | Randka z gwiazdą                   | Alexis Bender              | Disney Channel                         |
| 2010–2014     | Akwalans                           | Bea Goldfishberg; głos     | Disney Channel                         |
| 2011          | The Homes                          | Annie Holmes               | główna rola                            |
| 2012–2017     | Dzidzitata                         | Riley Perrin               | główna rola                            |
| 2013          | Eliksir miłości                    | młoda Harper               |                                        |
| 2014          | Category 5                         | Victoria                   |                                        |
| 2014          | Lighthouse                         | Ava Maclaine               |                                        |
| Role gościnne |                                    |                            |                                        |
| Rok           | Tytuł                              | Rola                       | Uwagi                                  |
| 2004          | Summerland                         | Sharon                     | 1 odcinek                              |
| 2008          | Jonas Brothers: Spełnione marzenia | ona sama                   | „Witaj Hollywood” (odcinek 7, sezon 1) |
| 2008          | Igrzyska Disney Channel            | zawodnik drużyny zielonych | 5 odcinków                             |
| 2008          | Czarodzieje z Waverly Place        | Kari Landsdorf             | „Supernaturalny” (odcinek 15, sezon 1) |
| 2012          | CSI: Kryminalne zagadki Las Vegas  | Brooke Cassidy             | 1 odcinek                              |
| 2012          | Pogoda na miłość                   | Tara Richards              | 5 odcinków                             |

## Nagrody i nominacje
| Rok  | Ceremonia          | Kategoria                     | Wynik     |
| ---- | ------------------ | ----------------------------- | --------- |
| 2009 | Teen Choice Awards | Najlepsza aktorka telewizyjna | nominacja |